# Операція «Бостон»
Опера́ція «Бо́стон» (англ. Mission Boston) — одна зі складових Нормандської повітрянодесантної операції, яка була проведена американськими повітряно-десантними військами 6 червня 1944 на території Франції в ході висадки військ союзників в Нормандії.
Головним завданням цієї операції ставилося проведення десантування основних сил 82-ї повітрянодесантної дивізії на узбережжя Нормандії.

Десантування підрозділів 82-ї дивізії в ході операції «Нептун». Операція «Бостон». 6 червня 1944

## Десантування82-ї дивізії— місія «Бостон»
| Серія | Підрозділ                                                      | Формування ВТА             | Кіл-сть літаків C-47 | Аеродром зльоту         | Площадка приземлення | Час десантування |
| 4     | Патфайндери                                                    | 1-й загін патфайндерів ВТА | 3                    | Норт-Вітхам (база ВПС)  | O                    | 01:21            |
| 5     | Патфайндери                                                    | 1-й загін патфайндерів ВТА | 3                    | Норт-Вітхам (база ВПС)  | N                    | 01:38            |
| 17    | 2 пдб 505-го пдп                                               | 316-та тактична група ВТА  | 36                   | Котесмо (база ВПС)      | O                    | 01:51            |
| 18    | 3 пдб 505-го пдп 456-й адн                                     | 316-та тактична група ВТА  | 36                   | Котесмо (база ВПС)      | O                    | 01:57            |
| 6     | Патфайндери                                                    | 1-й загін патфайндерів ВТА | 3                    | Норт-Вітхам (база ВПС)  | T                    | 02:02            |
| 19    | 1 пдб 505-го пдп Командування 505-го пдп Командування 82-ї пдд | 315-та тактична група ВТА  | 48                   | Спенхо (база ВПС)       | O                    | 02:03            |
| 20    | 2 пдб 508-го пдп                                               | 314-та тактична група ВТА  | 36                   | Солтбі (база ВПС)       | N                    | 02:08            |
| 21    | Командування 508-го пдп Рота «B» 307-го іб                     | 314-та тактична група ВТА  | 24                   | Солтбі (база ВПС)       | N                    | 02:14            |
| 22    | 1 пдб 508-го пдп                                               | 313-та тактична група ВТА  | 36                   | Фолкінгем (база ВПС)    | N                    | 02:20            |
| 23    | 3 пдб 508-го пдп                                               | 313-та тактична група ВТА  | 36                   | Фолкінгем (база ВПС)    | N                    | 02:26            |
| 24    | 2 пдб 507-го пдп                                               | 61-ша тактична група ВТА   | 36                   | Баркстон Хес (база ВПС) | T                    | 02:32            |
| 25    | 3 пдб 507-го пдп                                               | 61-ша тактична група ВТА   | 36                   | Баркстон Хес (база ВПС) | T                    | 02:38            |
| 26    | 1 пдб 507-го пдп                                               | 442-га тактична група ВТА  | 45                   | Фулбек (база ВПС)       | T                    | 02:44            |

## Відео
- D-Day Minus One (1945)(англ.)